# Энинген
Энинген (нем. Öhningen) — община в Германии, в земле Баден-Вюртемберг. 
Подчиняется административному округу Фрайбург. Входит в состав района Констанц.  Население составляет 3624 человека (на 31 декабря 2010 года). Занимает площадь 28,20 км².

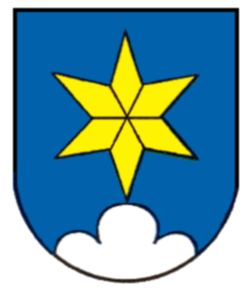
Энинген

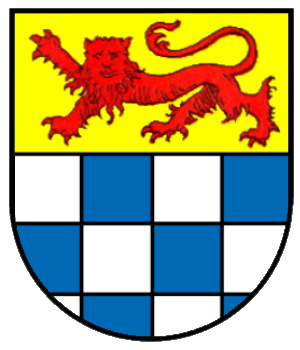
Энинген

## Достопримечательности
- Монастырь Шинен